# Liste des compagnies aériennes en Inde
 (juillet 2017).
Si vous disposez d'ouvrages ou d'articles de référence ou si vous connaissez des sites web de qualité traitant du thème abordé ici, merci de compléter l'article en donnant les références utiles à sa vérifiabilité et en les liant à la section « Notes et références ».
Cet article présente une liste des compagnies aériennes en Inde. La plus ancienne est Air India, créée en 1932, tandis que la plupart des autres compagnies listées ont été créées au XXIe siècle.